# Athlétisme aux Jeux de la solidarité islamique de 2021
 (août 2024).
Si vous disposez d'ouvrages ou d'articles de référence ou si vous connaissez des sites web de qualité traitant du thème abordé ici, merci de compléter l'article en donnant les références utiles à sa vérifiabilité et en les liant à la section « Notes et références ».
Navigation
2017 2025
Les épreuves d'athlétisme des Jeux de la solidarité islamique de 2021 se déroulent du 8 au 12 août 2022 au Stade d'athlétisme de Konya, en Turquie. Initialement prévus en août 2021, ils sont reportés d'un an à la suite de la pandémie de Covid-19.

## Résultats

### Hommes
| Épreuves          | Or                                    | Argent                               | Bronze                                                        |
| ----------------- | ------------------------------------- | ------------------------------------ | ------------------------------------------------------------- |
| 100 m             | Arthur Cissé (CIV) 9 s 89             | Abdullah Abkar Mohammed (KSA) 9 s 95 | Barakat al-Harthi (OMA) 9 s 99 Emre Zafer Barnes (TUR) 9 s 99 |
| 200 m             | Emmanuel Eseme (CMR) 20.16            | Ramil Guliyev (TUR) 20.24            | Chakir Machmour (MAR) 20.63                                   |
| 400 m             | Mikhail Litvin (KAZ) 45.36            | Youssef Masrahi (KSA) 45.80          | Mazen al-Yasen (KSA) 45.95                                    |
| 800 m             | Abubaker Haydar Abdalla (QAT) 1:47.59 | Sadam Koumi (SUD) 1:48.14            | Hafid Rizqy (MAR) 1:48.22                                     |
| 1 500 m           | Abdelatif Sadiki (MAR) 3:54.40        | Abdirahman Hassan (QAT) 3:54.46      | Salim Keddar (ALG) 3:54.72                                    |
| 5 000 m           | Birhanu Balew (BHR) 13:51.64          | Mohamed Fares (MAR) 13:54.02         | Abel Chebet (UGA) 13:54.93                                    |
| 10 000 m          | Dawit Fikadu (BHR) 28:31.14           | Abel Chebet (UGA) 28:31.39           | Bouh Guelleh Moumin (DJI) 28:33.01                            |
| 110 m haies       | Amine Bouanani (ALG) 13 s 21          | Louis François Mendy (SEN) 13 s 28   | Yaqoub Mohamed al-Youha (KUW) 13 s 30                         |
| 400 mètres haies  | Bassem Hemeida (QAT) 48 s 67          | Yasmani Copello (TUR) 48 s 86        | Abdelmalik Lahoulou (ALG) 49 s 15                             |
| 3 000 m steeple   | Abderrafia Bouassel (MAR) 8:57:92     | Mohamed Ismail Ibrahim (DJI) 8:58:92 | Mousab Adam Ali (QAT) 9:02:53                                 |
| 4 × 100 m         | Turquie 38.74                         | Bahreïn 39.01                        | Oman 39.21                                                    |
| 4 × 400 m         | Maroc 3:03.76                         | Algérie 3:04.52                      | Bahreïn 3:04.79                                               |
| Saut en hauteur   | Hamdi Ali (QAT) 2.14                  | Fatak Bait Jaboob (OMA) 2.14         | Mohamad Eizlan Dahalan (MAS) 2.14                             |
| Saut à la perche  | Ersu Şaşma (TUR) 5.60                 | Hussain al-Hizam (KSA) 5.40          | Majed Radhi al-Sayed (KUW) 4.80                               |
| Saut en longueur  | Anvar Anvarov (UZB) 8.01              | Ildar Akhmadiev (TJK) 7.86           | Necati Er (TUR) 7.83                                          |
| Triple saut       | Necati Er (TUR) 16.73                 | Alexis Copello (AZE) 16.40           | Faye Amath (SEN) 16.16                                        |
| Lancer du poids   | Alperen Karahan (TUR) 20.46           | Mohammed Daouda Tolo (KSA) 20.12     | Abdelrahman Mahmoud (BHR) 19.44                               |
| Lancer du disque  | Essa Mohamed al-Zenkawi (KUW) 62.03   | Moaaz Mohamed Ibrahim (QAT) 61.35    | Oussama Khennoussi (ALG) 60.59                                |
| Lancer du marteau | Suhrob Khodjaev (UZB) 71.87           | Eşref Apak (TUR) 71.34               | Özkan Baltacı (TUR) 68.90                                     |
| Lancer du javelot | Arshad Nadeem (PAK) 88.55             | Ahmed Bader Magour (QAT) 74.28       | Ali Fathi Ganji (IRN) 71.42                                   |

### Femmes
| Épreuves          | Or                                               | Argent                           | Bronze                             |
| ----------------- | ------------------------------------------------ | -------------------------------- | ---------------------------------- |
| 100 m             | Edidiong Odiong (BHR) 11 s 03                    | Farzaneh Fasihi (IRN) 11 s 12    | Maboundou Koné (CIV) 11 s 13       |
| 200 m             | Gina Bass (GAM) 22.63                            | Edidiong Odiong (BHR) 22.77      | Maboundou Koné (CIV) 23.12         |
| 400 m             | Muna Mubarak (BHR) 52.97                         | Farida Solieva (UZB) 54.07       | Sara El Hachimi (MAR) 54.32        |
| 800 m             | Ekaterina Guliyev (TUR) 2:02.28                  | Soukaina Hajji (MAR) 2:02.78     | Assia Raziki (MAR) 2:03.03         |
| 1 500 m           | Winfred Yavi (BHR) 4:14.35                       | Ekaterina Guliyev (TUR) 4:16.41  | Soukaina Hajji (MAR) 4:16.65       |
| 5 000 m           | Yasemin Can (TUR) 16:23.1                        | Ahmed Djama Habon (DJI) 16:33.6  | Janat Chemusto (UGA) 16:40.4       |
| 10 000 m          | Yasemin Can (TUR) 32:34.33                       | Bontu Rebitu (BHR) 32:59.19      | Ruth Jebet (BHR) 33:03.13          |
| 100 mètres haies  | Şevval Ayaz (TUR) 13.21                          | Naomi Akakpo (TOG) 13.40         | Emilia Nova (INA) 13.59            |
| 400 mètres haies  | Noura Ennadi (MAR) 56 s 15                       | Aminat Yusuf Jamal (BHR) 56 s 41 | Linda Angounou (CMR) 57 s 92       |
| 3 000 m steeple   | Winfred Yavi (BHR) 9:34:57                       | Tigest Mekonen (BHR) 9:50:14     | Ikram Ouaaziz (MAR) 9:57:18        |
| 4 × 100 m         | Gambie 43.83                                     | Bahreïn 44.11                    | Turquie 44.49                      |
| 4 × 400 m         | Bahreïn 3:33.65                                  | Turquie 3:35.24                  | Maroc 3:35.86                      |
| Saut en hauteur   | Safina Sadullayeva (UZB) 1.97 (GR)               | Svetlana Radzivil (UZB) 1.87     | Kristina Ovchinnikova (KAZ) 1.87   |
| Saut à la perche  | Buse Arıkazan (TUR) 4.00 Demet Parlak (TUR) 4.00 | Non attribuée                    | Nor Sarah Adi (MAS) 3.90           |
| Saut en longueur  | Marthe Koala (BUR) 6.53                          | Tuğba Danışmaz (TUR) 6.34        | Roksana Khudoyarova (UZB) 6.32     |
| Triple saut       | Sharifa Davronova (UZB) 14.30                    | Yekaterina Sariyeva (AZE) 14.12  | Tuğba Danışmaz (TUR) 13.95         |
| Lancer du poids   | Emel Dereli (TUR) 17.25                          | Pınar Akyol (TUR) 16.87          | Eki Febri Ekawati (INA) 14.93      |
| Lancer du disque  | Özlem Becerek (TUR) 54.91                        | Nurten Mermer (TUR) 52.85        | Nora Monie (CMR) 50.19             |
| Lancer du marteau | Hanna Skydan (AZE) 70.23                         | Kıvılcım Kaya (TUR) 65.68        | Zouina Bouzebra (ALG) 59.51        |
| Lancer du javelot | Esra Türkmen (TUR) 57.46                         | Eda Tuğsuz (TUR) 56.59           | Nargizakron Kuchkarova (UZB) 56.08 |

### Mixte
| Épreuves  | Or                                                                     | Argent                                                               | Bronze                                                              |
| --------- | ---------------------------------------------------------------------- | -------------------------------------------------------------------- | ------------------------------------------------------------------- |
| 4 × 400 m | Bahreïn Ali Khamis Khamis Zenab Mahamat Musa Isah Muna Mubarak 3:17.40 | Maroc Rachid M’Hamdi Sara El Hachimi Hamza Dair Assia Raziki 3:20.29 | Turquie Oğuzhan Kaya Edanur Tulum Sinan Ören Büşra Yıldırım 3:22.90 |

## Légende
Records et Performances
- AR : Record continental (area record)
- CR : Record des championnats (championship record)
- MR : Record du meeting (meet record)
- NR : Record national (national record)
- OR : Record olympique (olympic record)
- PR : Record paralympique (paralympic record)
- PB : Record personnel (personal best)
- SB : Meilleure performance personnelle de la saison (season's best)
- WL : Meilleure performance mondiale de l'année (world leader)
- WJR : Record du monde junior (world junior record)
- WR : Record du monde (world record)

Circonstances et Conditions
- DNF : N'a pas terminé (did not finish)
- DNS : N'a pas pris le départ (did not start)
- DQ : Disqualification (disqualification)
- NM : Aucun essai valable enregistré (No Mark)
- Q : Qualifié « directement » au prochain tour (ou à la prochaine compétition), lors d'une compétition majeure, grâce au classement ou à la réalisation des minima (automatic qualifier)
- q : Qualifié au prochain tour (ou à la prochaine compétition), lors d'une compétition majeure, grâce au repêchage ou à la réalisation de l'une des meilleures performances parmi celles des « non qualifiés directement » (grâce au meilleur temps ou à la meilleure distance par exemple) (secondary qualifier)